# Paraglaucina hulstinoides
Paraglaucina hulstinoides är en fjärilsart som beskrevs av Grossbeck 1912. Paraglaucina hulstinoides ingår i släktet Paraglaucina och familjen mätare. Inga underarter finns listade i Catalogue of Life.